# Manrique
Manrique – miasto w Wenezueli, w stanie Cojedes.